# Gare d'Exeter (New Hampshire)
La gare d'Exeter (New Hampshire) est une gare ferroviaire des États-Unis située à Exeter dans l'État du New Hampshire.

## Histoire
La gare a été mise en service en 1891 et reconstruite depuis.

## Service des voyageurs

### Desserte
Elle est desservie par une liaison longue-distance Amtrak :
- le Downeaster: Boston - Brunswick (Maine)